# Magyarország története (Szalay)
A Szalay László-féle Magyarország története egy 19. századi nagy terjedelmű magyar történelemmel foglalkozó történeti munka.

## Leírás
A 6 kötetben 1852–1854 (első 4 kötet), illetve 1857–1859 (5. és 6. kötet) között megjelent mű szerzője Szalay László jogász, történész. Az alkotás az MTA nagyjutalmát kapta (1855-ben az első 4. kötet, 1861-ben az utolsó 2 kötet).
A mű elérhető elektronikus formában (), illetve 2012 óta a Históriaantik Könyvesház gondozásában reprint kiadásban is.

## Kötetbeosztás
| Kötetszám  | Cím, fejezetcímek                                       | Felölelt időszak | Kiadási év | Elektronikus elérhetőség |
| ---------- | ------------------------------------------------------- | ---------------- | ---------- | ------------------------ |
| I. kötet   | A nemzet Európába érkezésétől az Arany Bulla alkotásáig | 895 – 1222       | 1852       |                          |
| II. kötet  | Az Arany Bulla kiadásától a Hunyadyakig                 | 1222 – 1437      | 1852       |                          |
| III. kötet | A Hunyadyaktól a mohácsi vészig                         | 1437 – 1526      | 1853       |                          |
| IV. kötet  | A mohácsi vésztől a linczi békekötésig                  | 1526 – 1645      | 1854       |                          |
| V. kötet   | A linczi békekötéstől a karlovicziig                    | 1646 – 1699      | 1857       |                          |
| VI. kötet  | A karloviczi békekötéstől a szatmári békéig             | 1700 – 1711      | 1859       |                          |